# Ludwik Bojczuk
Ludwik Bojczuk (ur. 6 czerwca 1903 we Lwowie, zm. 27 marca 1973 w Wielkiej Brytanii) – polski nauczyciel, pracownik radiowy, działacz oświatowy i społeczny.

## Życiorys
Urodził się 6 czerwca 1903 we Lwowie. Kształcił się w VI Państwowym Gimnazjum im. Stanisława Staszica we Lwowie, gdzie w 1921 ukończył VI klasę (w jego klasie byli także Wiktor Budzyński i Henryk Vogelfänger). Ukończył studia na Wydziale Humanistycznym Uniwersytecie Jana Kazimierza we Lwowie uzyskując tytuł magistra filozofii.
W okresie II Rzeczypospolitej został nauczycielem. Pracował w II Państwowym Gimnazjum w Rzeszowie (w roku szkolnym 1934/1935, 1935/1936 jako nauczyciel kontraktowy, w roku szkolnym 1936/1937 jako nauczyciel tymczasowy, w roku szkolnym 1937/1938 jako nauczyciel stały, mianowany 26 czerwca 1937), gdzie wykładał głównie język polski, a także język łaciński oraz gry i zabawy, a ponadto był instruktorem zespołu Straży Przedniej, opiekunem Czytelni uczniów samorządu uczniowskiego, hufca szkolnego Przysposobienia Wojskowego. W kwietniu 1935 został zastępcą prezesa Koła Towarzystwa Szkoły Ludowej w Rzeszowie. W roku szkolnym 1935/1936 opiekował się zespołem Straży Przedniej V kursu Państwowego Seminarium Nauczycielskiego Męskiego im. Stanisława Staszica w Rzeszowie, a ponadto prowadził pracę kulturalno-oświatową w więzieniu rzeszowskim i w podrzeszowskich wsiach. Na czas od 1 stycznia do 31 sierpnia 1938 otrzymał bezpłatny urlop z pracy w II Gimnazjum w Rzeszowie celem umożliwienia mu pełnienia funkcji referenta literacko-społecznego w Rozgłośni Lwowskiej Polskiego Radia, po czym przedłużono urlop na czas od 1 września 1938 do 31 sierpnia 1939 (jego obowiązki w gimnazjum przejął zatrudniony na początku 1938 Aleksander Codello). Równolegle został także członkiem zespołu audycji Wesoła Lwowska Fala. Stworzył także dział audycji dla wsi pod nazwą Lwowska Warta, którą kierował.
Po wybuchu II wojny światowej w 1939 przedostał do Rumunii i tam był aktywny wraz z zespołem Wesołej Lwowskiej Fali. Później był współpracownikiem Czołówki Teatralnej Nr 1 przy Wojsku Polskim. Po wojnie pozostał na emigracji w Wielkiej Brytanii. Mianowany na stopień majora Polskich Sił Zbrojnych. Do 1946 prowadził pamiętnik dokumentujący wojenną działalność Wesołej Lwowskiej Fali.
Nie przyjął propozycji pracy w obcojęzycznym szkolnictwie tego kraju, poświęcając się działalności w środowisku kombatanckim. Był kierownikiem oddziału oświaty w Stowarzyszeniu Polskich Kombatantów w Wielkiej Brytanii. 7 maja 1954 został naturalizowany w Wielkiej Brytanii. W 1956 był członkiem jury przyznającym nagrody Polskich Oddziałów Wartowniczych przy armii amerykańskiej. Od lipca 1948 zasiadał w zarządzie Związku Nauczycielstwa Polskiego za Granicą, w trakcie kadencji 1948-1949 został sekretarzem zarządu, od grudnia 1949 do czerwca 1954 był wiceprezesem odpowiedzialnym za sprawy organizacyjne. W czerwcu 1954 został wybrany członkiem komisji rewizyjnej, od marca 1957 do kwietnia 1970 ponownie wiceprezesem (odpowiadał za sprawy organizacyjne, kierował ośrodkiem nauczania korespondencyjnego. W kwietniu 1970 został wybrany sekretarzem zarządu, tę funkcję pełnił do śmierci. Decyzją właściwych ministrów rządu RP na uchodźstwie był wielokrotnie mianowany członkiem Wydziału Oświaty i Wychowania Polaków w Wielkiej Brytanii (10 września 1953, w 1959, z dniem 18 grudnia 1963, z dniem 1 stycznia 1967, z dniem 30 grudnia 1970). Tymczasowo pełnił funkcję sekretarza Związku Polskich Klubów Sportowych (ZPKS). Był członkiem komitetu redakcyjnego i wydawniczego publikacji pt. W ćwierćwiecze zgonu. Szkic biograficzny: Józef Piłsudski mówi, wydanej w 1960. Aktywnie udzielał się społecznie na rzecz polskich emigrantów. Był uważany za wybitnego działacza społecznego. Był wielokrotnie odznaczany.
Zmarł 27 marca 1973 w Wielkiej Brytanii. Po jego śmierci zaprzyjaźniony z nim ksiądz stwierdził, iż w Ludwiku umarł Brat Albert.